# Albert Hodges
Albert Beauregard Hodges (Nashville, 21 luglio 1861 – New York, 3 febbraio 1944) è stato uno scacchista statunitense.
Vinse nel 1894 il campionato degli Stati Uniti, battendo in un match a New York per 5,5-3,5 il campione in carica Jackson Showalter. Mantenne il titolo per un anno, venendo battuto in un match del 1895 dallo stesso Showalter.
Dopo aver vinto il titolo Hodges annunciò che, avendo raggiunto le sue ambizioni, intendeva interrompere la sua carriera scacchistica. In seguito però giocò ancora alcuni importanti tornei, seppure con risultati via via digradanti.